# Conservatório e Jardim Botânico de Genebra

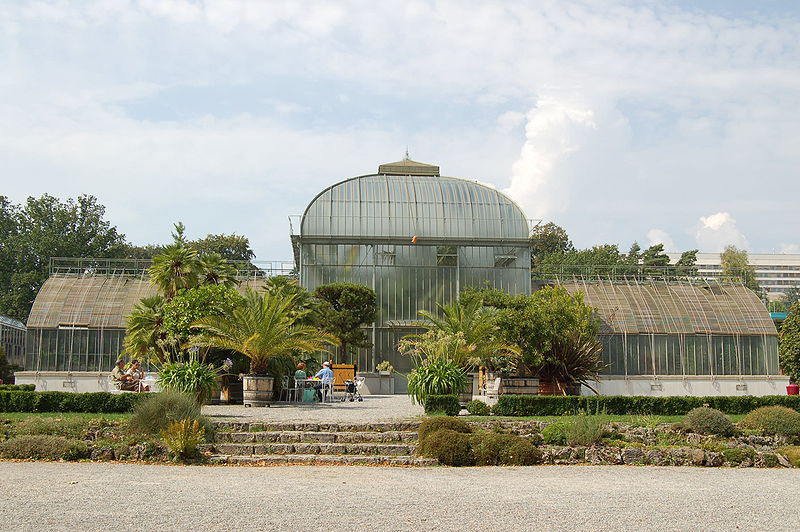

O Conservatório e Jardim Botânico de Genebra (em francês Conservatoire et Jardin botaniques de Genève) é um jardim botânico situado perto do Lago Lemano na cidade de Genebra, Suíça. Juntamente com um arboreto e  várias secções de colecções de plantas, levam-se a cabo programas de recuperação de espécies animais em retrocesso no seu meio natural, ou em perigo de extinção.
Foi criado em 1817 pelo botânico Augustin Pyrame de Candolle. Foi transferido para a sua localização actual no arredores de Genebra, em 1904. 

## Colecções
Composto por 28 hectares de plantas, árvores, flores, cursos de agua e cascatas, alberga uma colecção de 16 000 espécies de plantas procedentes de todo o mundo. 